# Mervyn Stegers
Mervyn Keith Maria (Mervyn) Stegers, né le 4 mai 1951 à Fareham (Grande-Bretagne), est un homme politique néerlandais. Membre du CDA, le parti politique démocrate-chrétien des Pays-Bas, il est bourgmestre de la municipalité néerlandaise de Tubbergen depuis 2001.
Il possède la nationalité néerlandaise et la nationalité britannique : son père était néerlandais et sa mère britannique.
Pendant les premières années de sa vie il habite en Angleterre. Plus tard la famille déménage au Helder où il grandit.
Avant de devenir bourgmestre de Tubbergen il a été premier échevin des finances et des affaires économiques de la municipalité du Helder. De 1988 à 1996 il est avocat. Auparavant il est professeur à une école économique et administrative au Helder.
Mervyn Stegers est marié et il a une fille et deux fils.